# Йоб (заповедник)
Заповедник Йоб — охраняемая территория в северной части Красного моря (Сэмиэн-Кэй-Бахри) и в регионах Ансеба на севере Эритреи. По данным «Газетта Эритрея» заповедник был основан 16 марта 1959 года британцами специально для защиты значительных популяций нубийских горных козлов в этом районе.
Заповедник находится под контролем Департамента охраны дикой природы Министерства сельского хозяйства Эритреи. Занимает площадь в 265 800 гектаров. Его статус, по-видимому, был подтверждён 1 января 1975 года.
Чтобы попасть в заповедник, нужно иметь туристическую или бизнес-визу на въезд в Эритрею.
Для съёмок в заповеднике дикой природы также требуется специальное разрешение.